# 克魯日利夫卡
48°34′43″N 39°47′37″E / 48.57861°N 39.79361°E
克魯日利夫卡（烏克蘭語：Кружилівка）是位於烏克蘭東部的村莊，由盧甘斯克州多夫然斯克區的索羅基內市鎮負責管轄。該村始建於1759年，面積2.3平方公里，海拔高度55米，2001年人口199，人口密度每平方公里86.4人。